# Ганс Шлезвиг-Гольштейн-Хадерслевский
Ганс Шлезвиг-Гольштейн-Хадерслевский, или Ганс Старший (дат. Hans den Ældre, нем. Johann der Ältere, 29 июня 1521, Хадерслев — 1 октября 1580, Хадерслев) — единственный герцог Шлезвиг-Гольштейн-Хадерслевский. «Старшим» его называют, чтобы отличить от его племянника, тоже Ганса, который стал после его смерти правителем части герцогства.

## Биография
Ганс был сыном датского короля Фредерика I и Софии Померанской. В качестве потенциального наследника престола он получил хорошее образование.
В 1544 году его старший сводный брат, датский король Кристиан III разделил территорию герцогств Шлезвиг и Гольштейн на часть, принадлежащую королю Дании и две части, которые были переданы его младшим сводным братьям в обмен на отречение от прав на королевский трон. Ганс стал править полученной частью из Хадерслева, и поэтому стал называться герцогом Шлезвиг-Гольштейн-Хадерслевским. В 1559 году Ганс вместе с герцогом Адольфом и наследником датского престола Фредериком завоевали республику Дитмаршен и разделили её территорию между собой.
Герцог Ганс скончался в 1580 году, не имея наследника. После его смерти Фредерик и Адольф разделили его герцогство между собой.